# Red por microondas
Una red por microondas es un tipo de red inalámbrica que utiliza microondas como medio de transmisión.
El protocolo más frecuente es el IEEE 802.11b y transmite a 2,4 GHz, alcanzando velocidades de 11 Mbps (Megabits por segundo). Otras redes utilizan el rango de 5,4 a 5,7 GHz para el protocolo IEEE 802.11a.

## Etapas
Las etapas de comunicación son:
1. Cuando el usuario final accede a un navegador de Internet instalado en su computadora y solicita alguna información o teclea una dirección electrónica, se genera una señal digital que es enviada a través de la tarjeta de red hacia el módem.
2. El módem especial convierte la señal digital a formato analógico (la modula) y la envía por medio de un cable coaxial a la antena.
3. La antena se encarga de radiar, en el espacio libre, la señal en forma de ondas electromagnéticas (microondas).
4. Las ondas electromagnéticas son captadas por la radio base de la empresa que le brinda el servicio, esta radio base a su vez la envía hacia el nodo central por medio de un cable generalmente de fibra óptica o de otra radio de gran capacidad para conexiones punto a punto en bandas de frecuencia disponibles (6GHz, 13GHz, 15GHz, 18GHz, 23GHz, 26GHz o 38GHz).
5. El nodo central valida el acceso del cliente a la red, y realiza otras acciones como facturación del cliente y monitoreo del desempeño del sistema.
6. Finalmente el nodo central dirige la solicitud hacia Internet y una vez que localiza la información se envía la señal de regreso a la computadora del cliente. Este proceso se lleva a cabo en fracciones de segundo. Explica las 3 diferentes formas de conectar las redes.

## Cómo contratarlo
- Contratar los servicios de una compañía que brinde el servicio en la localidad.
- El siguiente equipo que proporciona la empresa con la que se contrate el servicio: Antena aérea, Módem, y un hub o concentrador (aparato que permite conectar más de una computadora).
- Una computadora PC, Mac o Laptop con una velocidad superior a los 100MHz, 25Mb de espacio libre en disco duro y 32Mb en memoria RAM.
- Una tarjeta de red ETHERNET con conector 10/100 baseT.
- Un navegador de Internet instalado en la computadora como, por ejemplo, Google Chrome, Ópera o Mozilla Firefox
- Alta velocidad de comunicación con Internet, lo que permite bajar software, música y videos en menor tiempo.
- Permite acceder a videoconferencias en tiempo real.
- Alta calidad de señal.
- Conexión permanente.
- Permite la comunicación entre equipos de cómputo que se encuentren en diferentes edificios.
- Para uso doméstico, el costo del servicio es muy elevado. Se tiene que cubrir costo de instalación y una mensualidad varias veces más alta que la solicitada para un acceso vía línea telefónica; hay que considerar que este sistema permite conectar 12 computadoras al mismo tiempo y la alta velocidad de acceso.